# Поградец
По̀градец (стара форма на името Подградец, на албански: Pogradec или Pogradeci) е град в Източна Албания, център на община Поградец в област Корча.
В 2019 година ЮНЕСКО включва Поградец и околностите му в обявения за световно природно и културно наследство район на Охридското езеро, който от 1979 година дотогава обхваща само частта, разположена в Република Северна Македония.

## География
Градът е разположен на югозападния бряг на Охридското езеро в подножието на планината Мокра и принадлежи към едноименната историко-географска област Мокра, част от която е в Македония.
Намира на около 139 km от столицата Тирана, на 40 km от Корча и на 5 km от Северна Македония. 

## История
Според Васил Кънчов („Македония. Етнография и статистика“) в XIX век Поградец е чисто албански град, населен с мюсюлмани и православни в Старовската каза на Османската империя.
На Етнографската карта на Битолския вилает на Картографския институт в София от 1901 година Поградец е чисто албанско християнско селище, център на каза в Корчанския санджак със 186 къщи, от които 86 къщи албански православни и 100 албански мюсюлмани.
Населението на Поградец към 2005 година е около 30 000 жители, около половината албанци-християни, а другата половина - албанци-мюсюлмани.